# Ciemnienie nieenzymatyczne
Ciemnienie nieenzymatyczne - ciemnienie żywności spowodowane oddziaływaniami czynników zewnętrznych takich jak: temperatura, pH, tlen, metale katalizujące (Fe i Cu).
Wyróżnia się następujące procesy ciemnienia:
1. Reakcja karbonylowo-aminowa – reakcja grup karbonylowych aldehydów i ketonów (głównie cukrów redukujących) z grupami aminowymi, iminowymi, amidowymi aminokwasów i białek zwana reakcją Maillarda.
2. karmelizacja cukrów - katalizatory reakcji: fosforany, kwasy karboksylowe (np. jabłkowy) - cukry przechodzą w hydroksymetylofurfural lub furfural a następnie w aldole, wolne od grup zawierający atomy azotu - biopolimery ulegają cyklizacji i przechodzą w związki barwne.
3. utlenianie reduktonów do dehydroreduktonów
4. kondensacja związków fenolowych z Fe.

Substraty:
1. cukry redukujące
2. kwas askorbinowy
3. inne kwasy organiczne
4. aminokwasy

Zobacz też: ciemnienie enzymatyczne